# 포레스탈급 항공모함
포레스탈급 항공모함( - 航空母艦, 영어: forrestal-class aircraft carrier)은 1950년대 미국 해군의 디젤 항공모함이다. 포레스탈, 사라토가, 레인저, 인디펜던스의 4척이 건조되었다.

## 역사
재래식 추진인 포레스탈급은 세계최초이자 미국 해군 최초의 슈퍼캐리어(대형항공모함)이다. 슈퍼캐리어라고 불린 이유는, 제2차 세계대전에서 활약한 만재배수량 65000톤인 미드웨이급 항공모함 보다 무려 25%나 커졌기 때문이다. 만재배수량이 75000톤이다.
미드웨이급 항공모함이 65-75대, 에섹스급 항공모함이 50대의 함재기를 탑재한 반면에, 포레스탈급은 80-100대의 함재기를 탑재한다. 미드웨이급 보다 100 피트 길어졌고, 20피트 넓어졌다. 비행갑판이 넓어져서 매우 심한 악천후에서도 안전하게 비행 이착륙을 할 수 있게 되었다. 취역당시, 역사상 최대의 비행갑판을 가진 항공모함이었다.

## 함재기
1990년대에 함재기 90대를 탑재했다.
- 24 x F-14 톰캣 전투기 (최대이륙중량 MTOW 32.8톤)
- 24 x F/A-18 호넷 전투기 (MTOW 23.54톤)
- 10 x A-6E 인트루더 공격기 (MTOW 27.39톤)
- 6 x EA-6B 프라울러 전자전기 (MTOW 27.9톤)
- 4 x E-2C 호크아이 조기경보기 (MTOW 23.39톤)
- 8 x S-3 바이킹 대잠전기 (MTOW 23.81톤)
- 6 x ES-3A 쉐도우 전자전기 (MTOW 23.81톤)
- 2 x C-2A 그레이하운드 수송기 (MTOW 24.65톤)
- 4 x SH-60F 시호크 대잠전 헬기
- 2 x HH-60 페이브호크 탐색구조 헬기

## 선박
|                        | 기공           | 진수           | 취역         | 퇴역           | 상태                                |
| ---------------------- | -------------- | -------------- | ------------ | -------------- | ----------------------------------- |
| USS 포레스탈 (CV-59)   | 1952 July      | 1954 December  | 1955 October | 1993 September | 인공 암초가 될 예정                 |
| USS 사라토가 (CV-60)   | 1952 December. | 1955 October   | 1956 April   | 1994 August    | 박물관으로 개조될 예정              |
| USS 레인저 (CV-61)     | 1954 August    | 1956 September | 1957 August  | 1993 July      | On donation hold, awaiting disposal |
| USS 인디펜던스 (CV-62) | 1955 July      | 1958 June      | 1959 January | 1998 September | 인공 암초가 될 예정                 |

### 갤러리

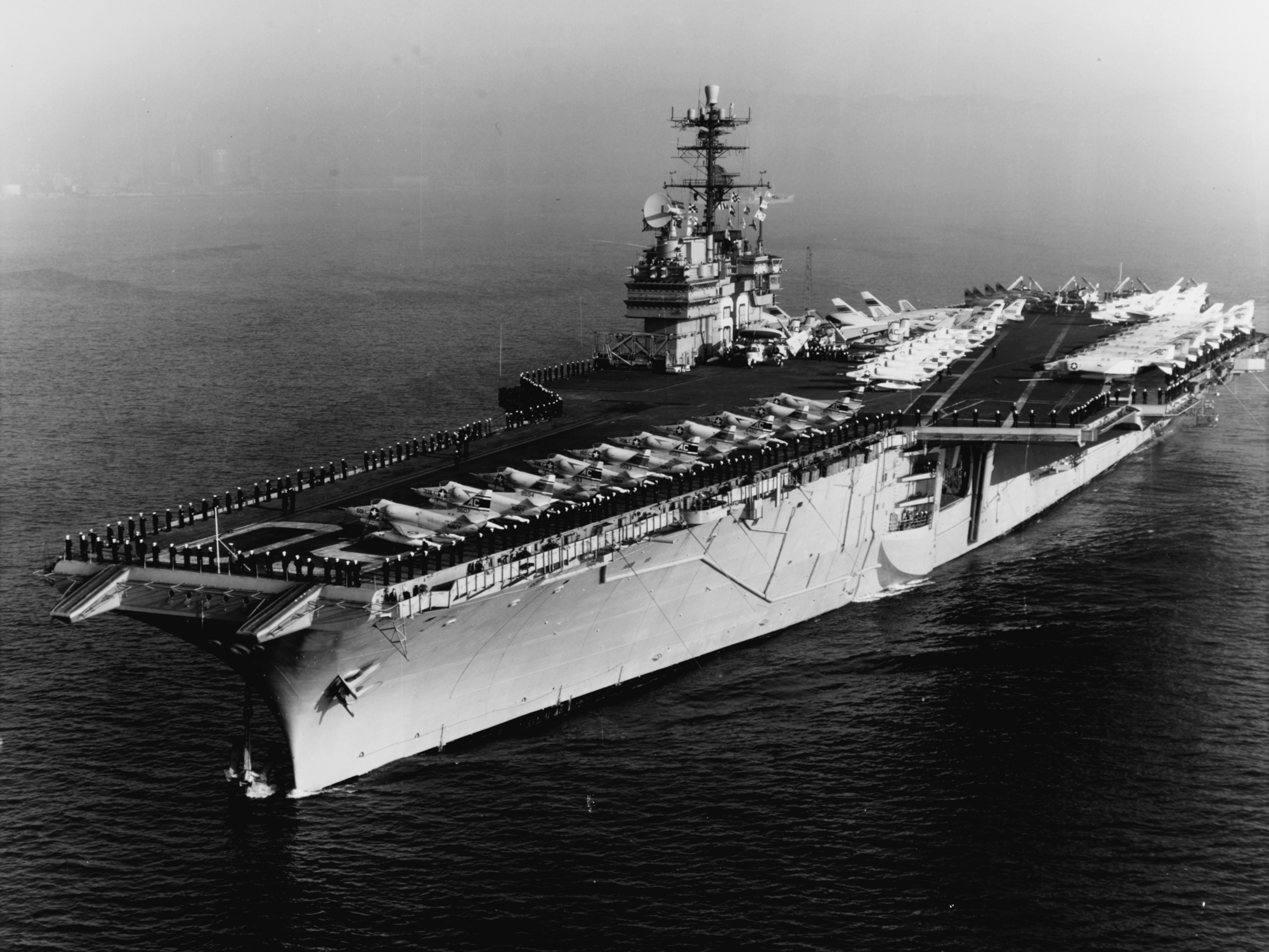
USS 사라토가 (CVA-60)
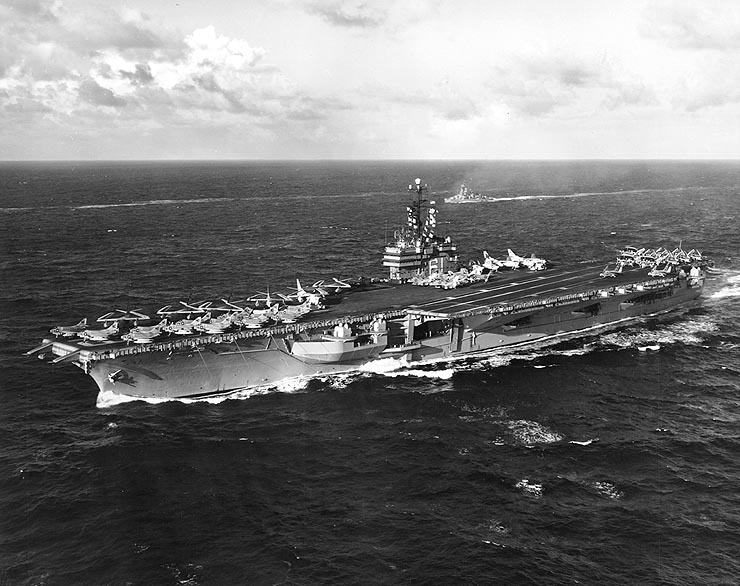
USS 레인저 (CVA-61)
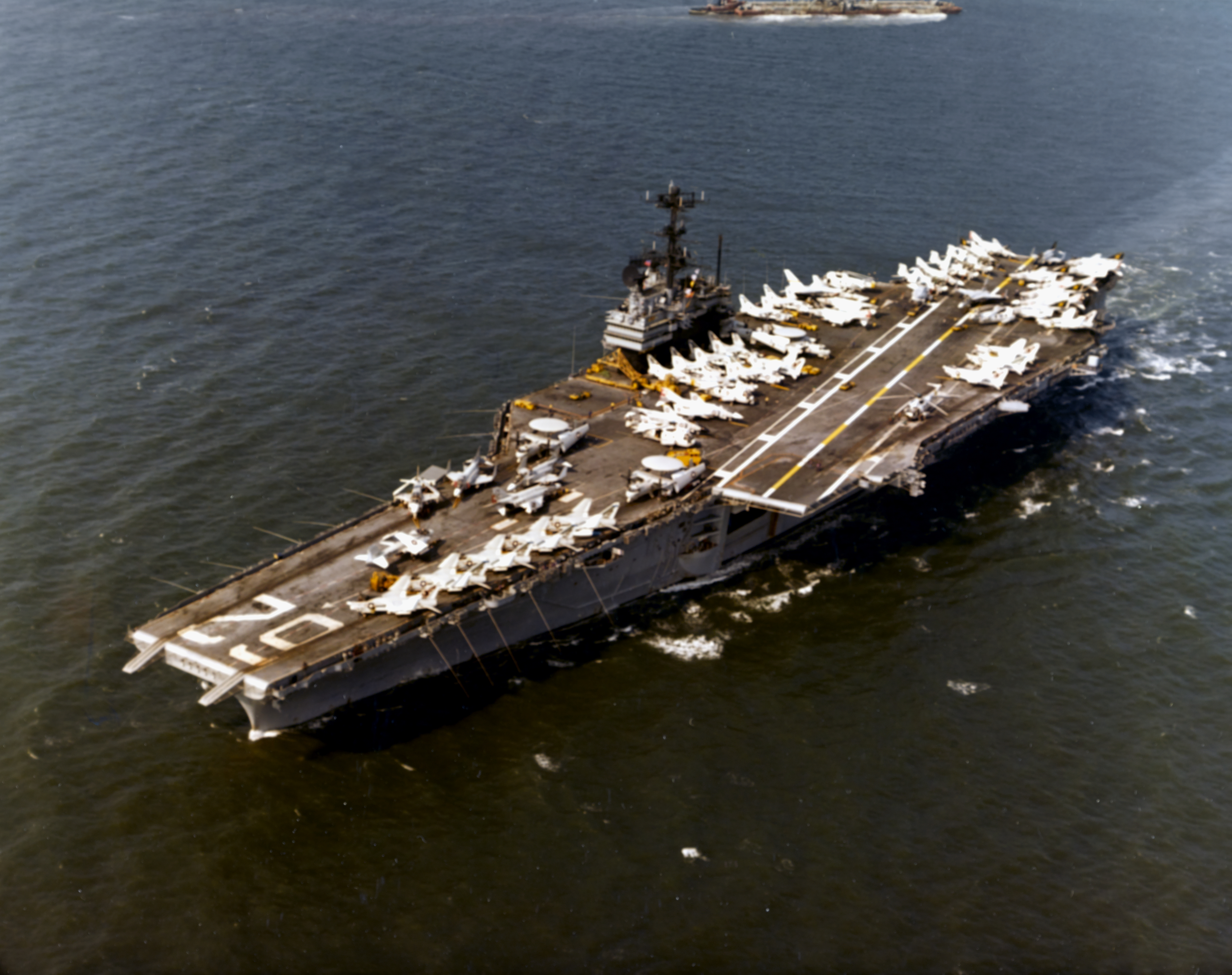
USS 인디펜던스 (CVA-62)